# ПДМШ ім. Пирогова
Перший добровольчий мобільний шпиталь імені Миколи Пирогова (скор. ПДМШ ім. Миколи Пирогова) — добровольче формування цивільних медиків-добровольців та допоміжного персоналу до надання медичної допомоги в зоні бойових дій на території України. ПДМШ ім. Миколи Пирогова брав активну участь в Антитерористичній операції в окремих районах Донецької та Луганської області та Операції об'єднаних сил. З початком повномасштабного вторгнення російської федерації в Україну ПДМШ розгорнув свої стабілізаційно-евакуаційні пункти в Києві, згодом ― у Житомирі. Від початку травня 2022 року ПДМШ ім. Миколи Пирогова надає медичну допомогу на Східному фронті в районі відповідальності ОТУ "Лиман" та ОТУ "Соледар". У середині серпня був відкритий стабілізаційно-евакуаційний пункт ПДМШ ім. Миколи Пирогова на Харківщині. Медики-добровольці ПДМШ брали активну участь в операції зі звільнення Балаклії.
- 30 листопада 2013 – Створення добровольчих мобільних медичних бригад, які надавали першу медичну допомогу пораненим учасникам Революції Гідності.[1]
- Січень–лютий 2014 – створення громадських (де факто ― підпільних) шпиталів, що надавали ургентну допомогу учасникам Революції Гідності.
- 15 грудня 2014 – початок першої ротації ПДМШ ім. Миколи Пирогова в райони проведення АТО.

- 9 листопада 2016 вперше  медики кількох ротацій 2016 року визнані учасниками АТО.
- 18 листопада 2016 – підписано Наказ  “Про організацію направлення медичних працівників, що добровільно виявили бажання надати медичну допомогу в районах проведення АТО”.

З 2015 року шпиталь проводив також  обстеження цивільного населення, медики закладу брали участь у тренінгах з тактичної медицини, у різних країнах світу та в Україні проводились акції на підтримку ПДМШ ― "Ікони на ящиках з-під набоїв", за цей час сотні медиків отримали нагороди та відзнаки України, кваліфіковану медичну допомогу ― десятки тисяч людей.

## Ротації
| № ротації | Період, дата з – до | Кількість персон., чол. | Місця дислокації | Інше (деталі)                                                           |
| --------- | ------------------- | ----------------------- | --- | ----------------------------------------------------------------------- |
| 1         | 15.12–30.12.14      | 29                      | |                                                                         |
| 2         | 05.02–06.03.15      | ▲34                     | |                                                                         |
| 3         | 06.03–06.04.15      | ▲38                     | |                                                                         |
| 4         | 06.04–05.05.15      | ▼26                     | |                                                                         |
| 5         | 01.05–30.05.15      | ▲36                     | |                                                                         |
| 6         | 30.05–28.06.15      | ▼33                     | |                                                                         |
| 7         | 28.06–27.07.15      |                         | |                                                                         |
| 8         | 27.07–25.08.15      |                         | |                                                                         |
| 9         | 25.08–23.09.15      | 35                      | |                                                                         |
| 10        | 23.09–22.10.15      |                         | |                                                                         |
| 11        | 22.10–20.11.15      | 34                      | |                                                                         |
| 12        | 20.11–19.12.15      |                         | |                                                                         |
| 13        | 20.12.15–18.01.16   |                         | |                                                                         |
| 14        | 25.04–24.05.16      | 25                      | |                                                                         |
| 15        | 25.05–23.06.16      | ▲29                     | |                                                                         |
| 16        | 24.06– 23.07.16     | ▼18                     | |                                                                         |
| 17        | 01.08–30.08.16      | ▼17                     | | Надали допомогу 658 пацієнтам в тому числі 63 військовим                |
| 18        | 01.09–30.09.16      | ▲18                     | |                                                                         |
| 19        | 01.10–30.10.16      | ▲23(27)                 | Новоайдар, в Станиця Луганська, Щастя і Попасна на Луганщині і Волноваха Донецької області, а також у 4 сільських ФАП цих областей | Медики-волонтери різної спеціалізації, риїхали з десяти регіонів країни |
| 20        | 31.10–29.11.16      | ▼16                     | |                                                                         |
| 21        | 01.12–30.12.16      | ▼13                     | |                                                                         |
| 22        | 01.01–30.01.17      | ▲15                     | |                                                                         |
| 23        | 30.01–28.02.17      | ▲20                     | |                                                                         |
| 24        | 01.03–30.03.17      | 20                      | |                                                                         |
| 25        | 31.03–29.04.17      | ▼16                     | |                                                                         |
| 26        | 02.05–31.05.17      | ▼14                     | |                                                                         |
| 27        | 01.06–30.06.17      | ▲18                     | |                                                                         |
| 28        | 01.07–30.07.17      | ▲22                     | |                                                                         |
| 29        | 01.08–30.08.17      | ▼18(20)                 | |                                                                         |
| 30        | 01.09–30.09.17      | ▲24                     | |                                                                         |
| 31        | 01.10–30.10.17      | ▲30                     | |                                                                         |
| 32        | 01.11–30.11.17      | 30                      | |                                                                         |
| 33        | 01.12–30.12.17      | ▼29                     | |                                                                         |
| 34        | 01.01–31.01.18      | ▼16                     | |                                                                         |
| 35        | 01.02–28.02.18      | ▲29                     | |                                                                         |
| 36        | 01.03–31.03.18      | ▼24                     | |                                                                         |
| 37        | 01.04–30.04.18      | ▼22                     | |                                                                         |
| 38        | 01.05–31.05.18      | ▼19                     | |                                                                         |
| 39        | 01.06–30.06.18      | ▲22                     | |                                                                         |
| 40        | 01.07–31.07.18      | 22                      | |                                                                         |
| 41        | 01.08–31.08.18      | ▼21                     | |                                                                         |
| 42        | 01.09–30.09.18      | ▲23                     | |                                                                         |
| 43        | 01.10–31.10.18      | ▼15                     | |                                                                         |
| 44        | 01.11–30.11.18      | ▲25                     | |                                                                         |
| 45        | 01.12–30.12.18      | ▼12                     | |                                                                         |
| 46        | 01.01–30.01.19      | ▼11                     | |                                                                         |
| 47        | 01.02–28.02.19      | ▲12                     | |                                                                         |
| 48        | 01.03–31.03.19      | ▲15                     | |                                                                         |
| 49        | 01.04–30.04.19      | ▼9                      | |                                                                         |
| 50        | 01.05–31.05.19      | ▼6                      | |                                                                         |
| 51        | 01.06–31.06.19      | ▲13                     | |                                                                         |

## Заява
21 Березня 2022 року оприлюднена «Заява ПДМШ щодо виступу Геннадія Друзенка на каналі Україна-24».

## Відзнаки
У грудні 2022 шпиталь отримав від компанії «Нова пошта» відзнаку «Варті» в номінації «Медична допомога».